# Seemann
Seemann – utwór niemieckiego zespołu Rammstein, pochodzący z jego debiutanckiego albumu, zatytułowanego Herzeleid, wydanego w roku 1995.
Akcja teledysku rozgrywa się na statku znajdującym się na piasku. Ciągną go (bezskutecznie) członkowie zespołu z którego śpiewa wokalista Till Lindemann.
W czasie koncertów podczas wykonywania utworu „Seemann” członek zespołu, najczęściej klawiszowiec „płynie” pontonem wśród publiczności. Można to zaobserwować podczas koncertu „Live aus Berlin” z 1998 roku.

## Lista utworów
Opracowano na podstawie materiału źródłowego.
| Nr | Tytuł utworu                                | Długość |
| -- | ------------------------------------------- | ------- |
| 1. | „Seemann”                                   | 4:48    |
| 2. | „Der Meister”                               | 4:10    |
| 3. | „Rammstein In The House (Timewriter Remix)” | 6:24    |
|    |                                             | 15:22   |

## Apocalyptica
Seemann – singel fińskiej grupy muzycznej Apocalyptica z gościnnym udziałem niemieckiej wokalistki Niny Hagen. Wydawnictwo, w formie maxi-singla ukazało się 6 października 2003 roku nakładem wytwórni muzycznej Motor Music. Do utworu powstał również teledysk, który wyreżyserował Taku Kaskela. Utwór trafił także na reedycję czwartego album studyjnego Finów zatytułowanego Reflections Revised (2003).
Interpretacja spotkała się z pozytywnym odbiorem, keyboardzista Rammstein – Christian „Flake” Lorenz powiedział: „Jeśli artystka pokroju Niny Hagen wykonuje jeden z naszych utworów, to tak jakby otrzymać nagrodę ważniejszą niż Echo, czy Grammy [...] („If an artist like Nina plays one of our songs, it is like getting an award more worth than ten Echos, Grammys or whatever the business world provides. Now I can die in peace and say it wasn’t all for nothing. Nina does good but not better than we do.”).

### Lista utworów
Opracowano na podstawie materiału źródłowego.
| Maxi-singel | Maxi-singel               | Maxi-singel    | Maxi-singel |
| Nr          | Tytuł utworu              | Autorzy        | Długość     |
| ----------- | ------------------------- | -------------- | ----------- |
| 1.          | „Seemann (Radio Edit)”    | Oliver Riedel  | 3:59        |
| 2.          | „Seemann (Album Version)” | Oliver Riedel  | 4:42        |
| 3.          | „Heat”                    | Eicca Toppinen | 3:25        |
|             |                           |                | 12:06       |

| Promo CD | Promo CD                                                 | Promo CD                                    | Promo CD |
| Nr       | Tytuł utworu                                             | Autorzy                                     | Długość  |
| -------- | -------------------------------------------------------- | ------------------------------------------- | -------- |
| 1.       | „Seemann (Radio Edit) (featuring Nina Hagen)”            | Oliver Riedel                               | 3:59     |
| 2.       | „Faraway Vol. 2 (Radio Edit) (featuring Linda Sundblad)” | Brady Blade, Linda Sundblad, Eicca Toppinen | 5:13     |
|          |                                                          |                                             | 9:12     |

### Twórcy
Opracowano na podstawie materiału źródłowego.
| Zespół Apocalyptica w składzie - Eicca Toppinen – wiolonczela, programowanie - Paavo Lötjönen – wiolonczela - Perttu Kivilaakso – wiolonczela Produkcja - Mika Jussila – mastering - T-T Oksala – miksowanie, realizacja dźwięku, programowanie (3) - Dirk Rudolph – opracowanie graficzne - Jim Rakete – zdjęcia |  | Dodatkowi muzycy - Nina Hagen – wokal prowadzący (1, 2) - Teijo Jämsä – perkusja (1, 2) - Sami Kuoppamäki – perkusja (1, 3) - Jaakko Kuusisto – skrzypce (3) - Jyrki Lasonpalo – skrzypce (3) - Kerim Gribajcevic – skrzypce (3) - Lotta Nykäsenoja – skrzypce (3) |

### Notowania
| Lista                   | Kraj       | Pozycja |
| ----------------------- | ---------- | ------- |
| Ö3 Austria Top 40       | Austria    | 35      |
| Media Control Charts    | Niemcy     | 13      |
| Suomen virallinen lista | Finlandia  | 18      |
| Schweizer Hitparade     | Szwajcaria | 73      |